# Krążkowo (województwo lubuskie)
Krążkowo (niem. Altkranz lub Alt Kranz) – wieś w Polsce, położona w województwie lubuskim, w powiecie wschowskim, w gminie Sława.
W latach 1975–1998 miejscowość administracyjnie należała do województwa zielonogórskiego.

## Nazwa
Według niemieckiego językoznawcy Heinricha Adamy’ego nazwa pochodzi od polskiej nazwy oznaczającej zakończenie, granicę czegoś – „krańca”. W swoim dziele o nazwach miejscowych na Śląsku wydanym w 1888 roku we Wrocławiu wymienia on najstarszą nazwę miejscowości w polskiej formie Kraniec tłumacząc jej znaczenie „Dorf am Abhange”, czyli po polsku „Miejscowość na stoku, zboczu, pochyłości”. Nazwa została początkowo zgermanizowana przez Niemców na Kranz, a później na Altkranz w wyniku czego utraciła swoje pierwotne znaczenie. Polska administracja spolonizowała zgermanizowaną nazwę na Krążkowo w wyniku czego nie wiąże się ona obecnie z pierwszym znaczeniem.

## Integralne części wsi
| SIMC    | Nazwa   | Rodzaj     |
| ------- | ------- | ---------- |
| 0913769 | Dębczyn | przysiółek |

## Zabytki
Do wojewódzkiego rejestru zabytków wpisane są:
- park, z XIX wieku/XX wieku
- oficyna folwarczna, z połowy XVI wieku w folwarku pańszczyźnianym z XVI w.

inne zabytki:
- kościół z XVII w.
- pałacyk z XIX w.
- ruiny zamku z XV w.
- pozostałości murów obronnych.

## Osoby pochodzące z miejscowości
- Reinhold Büttner – niemiecki pastor luterański urodzony w Krążkowie.